# Mount Koscielec
Mount Koscielec ist ein 170 m hoher Berg auf der Seymour-Insel im Weddell-Meer östlich der James-Ross-Insel.
Polnische Wissenschaftler benannten ihn 1999 nach dem Berg Kościelec im polnischen Teil der Hohen Tatra.